# رابرت اوون
رابرت اوون (به انگلیسی: Robert Owen) (زاده ۱۴ مه ۱۷۷۱ - درگذشته ۱۷ نوامبر ۱۸۵۸) یک اصلاح‌گر سوسیالیست اهل ولز بریتانیا و یکی از بنیادگذاران جنبش سوسیالیسم تخیلی است. فلسفه اوون که کارل مارکس بعداً بر آن نام سوسیالیسم تخیلی نهاد، از سه اصل بنیادین تشکیل شده بود.

## زندگی
رابرت اوون زاده ۱۴ مه ۱۷۷۱ در نیوتاون ولز بریتانیا است. وی از کودکی به کار و فعالیت می‌پرداخت و در ۱۸ سالگی یک کارخانهٔ ریسندگی را بنیان گذاشت. او در کارخانهٔ خود برای نخستین بار در اروپا به وضعیت بهداشتی و رفاهی کارگران توجه کرد و ساعات کار را از ۱۴ ساعت و بیشتر، به ۱۰ ساعت کاهش داد.
وی قبل از تأسیس یک آسیاب بزرگ در نیو لنارک اسکاتلند، در یک کارخانه ریسندگی در منچستر کار می‌کرد.
رابرت اوون در سال ۱۸۲۴ بعنوان یک سوسیال رفرمیست و یکی از بنیانگذاران آرمان‌شهری سوسیالیزم و جنبش همبستگی به آمریکا سفر کرد تا سرمایه اش را در یک مجموعه هزار نفره در سواحل رودخانه ایندیانا واباش با نام «نیو هارمونی» مورد بهره‌برداری قرار دهد. «نیو هارمونی» هدفش ایجاد یک جامعه اتوپیایی (به انگلیسی utopia) بود.

## درگذشت
رابرت اوون در سال ۱۸۵۸ در نیوتاون، ولز درگذشت.